# Extreme Pinball
Extreme Pinball è un videogioco di simulazione di flipper del 1995 pubblicato da Electronic Arts per DOS e PlayStation. È stato il primo gioco sviluppato da Digital Extremes, sebbene il fondatore James Schmalz avesse già creato Solar Winds, Silverball ed Epic Pinball nel 1993. È stato pubblicato su PlayStation Network nel 2010.

## Modalità di gioco
Il gioco si compone di quattro tavole, ognuna con un tema specifico, come accade per la quasi totalità dei flipper da sala giochi e dei pachinko giapponesi. Come bonus aggiuntivo, tutte le tavole hanno dei mini-giochi unici per aumentare il punteggio.

### Monkey Madness
Il tema di questa tavola include la protezione di un astronauta dagli attacchi di scimpanzé alieni.

### Medieval Knights
Il tema di questa tavola include la difesa di un castello da draghi e altri pericoli nel tempo di Re Artù.

### Urban Chaos
Il tema di questa tavola include il recupero delle strade e il ripristino della legge e dell'ordine nel degrado della città.

### Rock Fantasy
Il tema di questa tavola include la trasformazione di una piccola band in una di grande successo all'interno del mondo discografico.

## Colonna sonora
Tutti i brani musicali di questo gioco sono stati realizzati da Robert A. Allen.

## Accoglienza
| Testata                        | Versione | Giudizio |
| ------------------------------ | -------- | -------- |
| PlayStation Magazine (GBR)     | PS       | 3/10     |
| Maximum                        | PS       | 2/5      |
| PSExtreme Online               | PS       | 73%      |
| Ufficiale PlayStation Magazine | PS       | 3/10     |
| Retro Archives                 | PS       | 62%      |
| Retro Archives                 | PC       | 82%      |
| PC Joker                       | PC       | 72%      |
| PC Action                      | PC       | 71%      |
| PC Games                       | PC       | 69%      |
| Power Play                     | PC       | 67%      |
| All Game                       | PS       | 2/5      |

Extreme Pinball per PlayStation ha ricevuto recensioni generalmente negative. Rich Leadbetter di Maximum ha affermato che "le tavole offerte da Extreme Pinball sono semplicemente troppo noiose. Date un'occhiata agli ultimi flipper e vedrete meccaniche ricche di effetti speciali e suoni campionati... tutto ciò che non troverete in Extreme Pinball ". Ha inoltre criticato i bordi prominenti della conversione PAL. Una breve recensione su GamePro affermava che "non fluido né brillante come Last Gladiators per il Saturn, Extreme Pinball ricorda stranamente Ruiner Pinball per il Jaguar o il vecchio Time Cruise per il TG-16. Non c'è molta tecnologia a 32 bit in questo ordinario gioco, e non c'è molto divertimento".
La versione per PC è invece maggiormente apprezzata. Tra le varie recensioni, infatti, è Retro Archives a descrivere chiaramente la differenza di qualità tra le due versioni. Anche l'aggregatore di recensioni MobyGames mette in risalto tale differenza.